# Шавару
Шавару (фр. Chavaroux) насеље је и општина у централној Француској у региону Оверња, у департману Пиј де Дом која припада префектури Риом.
По подацима из 2011. године у општини је живело 460 становника, а густина насељености је износила 115,58 становника/km². Општина се простире на површини од 3,98 km². Налази се на средњој надморској висини од 374 метара (максималној 366 m, а минималној 323 m).

## Демографија
| 1962. | 1968. | 1975. | 1982. | 1990. | 1999. | 2011. |
| ----- | ----- | ----- | ----- | ----- | ----- | ----- |
| 172   | 173   | 247   | 289   | 303   | 308   | 460   |

График промене броја становника у току последњих година